# 臺北城內
臺北城內，是位於臺灣臺北市中正區的地域名稱，意指昔日臺北城之內部，位於該區西北部。其範圍包括建國里的全部，以及光復里、黎明里兩里不含忠孝西路（臺北城舊城牆）以北部分，此三里現合稱為「城內次分區」。

## 歷史
台灣清治時期，臺北城內地區不屬於任何堡里。日治前期，該地區編為街庄，稱為「臺北城內」，隸屬於大加蚋堡。該街庄北與大稻埕為鄰，東與三板橋庄為臨，東南邊及南邊為龍匣口庄，西邊為艋舺。
1901年（日治明治三十四年）11月，廢縣廳改設二十廳，該街庄為臺北廳直轄，編入第一區。1906年（明治三十九年）1月，第一區改名「艋舺區」。1909年（明治四十二年）10月，合併二十廳為十二廳，該庄仍隸屬於臺北廳。1920年（大正九年），廢十二廳改設五州二廳，該街庄改制為「臺北城內」大字，隸屬於臺北州臺北市，大字下有府前街、府後街、府直街、撫台前街、北門街、西門街、石防街、東門街、南門街、文武廟街、書院街、小南門街小字名。1922年4月町目劃分時，臺北城內大字分拆為本町、京町、大和町、榮町、乃木町、書院町、文武町、明石町、表町。
戰後臺北市改制為省轄市。1946年2月臺北市劃分為10個區，臺北城內地區隸屬於城中區，劃為府南、府北、府後、榮文、文武、光復、撫臺7里。1968年7月臺北市改制為院轄市。1990年3月，臺北市各區重劃，臺北城內地區改隸中正區。

## 交通
台北捷運淡水信義線、松山新店線、板南線經過臺北城內地區，設有臺大醫院站、小南門站、西門站、臺北車站。鄰近居民可由此等路線及相關路網快速前往大台北地區各地，或在臺北車站轉搭高鐵、台鐵或客運前往全台各地。
臺北城內的東北角是臺灣公路原點，省道台1線、台3線開頭段共線（忠孝西路一段），是本地區北部邊界，其中台3線轉向南後（中華路一段）成為本地區西部邊界，省道台9線開頭段（中山南路）為本地區東部邊界，均為重要的平面聯外道路。

## 學校
- 臺北市立大學
- 東吳大學城中校區
- 北一女中
- 弘道國中
- 臺北市立大學附設實驗國民小學

## 文化資產
- 臺北府城（國定古蹟）
- 臺北賓館（國定古蹟）
- 司法大廈（國定古蹟）
- 黃氏節孝坊（市定古蹟）

## 廟宇
- 臺灣省城隍廟
- 臺大地藏庵（地藏庵）

## 商業活動
- 城內商圈
- 站前商圈
- 補習街

## 公共設施
- 二二八和平公園
- 臺大醫院